# Subatomar partikel
En subatomar partikel er en partikel, som er mindre end et atom. Det mindste atom har en diameter på omtrent 0,25 ångstrøm (Å) hvilket er det samme som 25 pikometer.

## Partikelegenskaber (4 fundamentalkræfter)
I fysikken kan partikler have følgende 4 fundamentale vekselvirkningsegenskaber i partikelfysikkens Standardmodel. Det skal bemærkes at gravitation er selvstændig, da den ikke er indeholdt i Standardmodellen:
- Egenskaber
  - Elektromagnetisme. (Teori: QED). Påvirker partikler med ladning – vekselvirkningskvant; foton.
  - Svage kernekraft. Påvirker partikler med Flavor – vekselvirkningskvanter; W og Z bosoner.
  - Stærke kernekraft. (Teori: QCD).
    - Fundamentale stærke kernekraft. Påvirker partikler med farveladning; kvarker og gluoner – vekselvirkningskvant; gluon.
    - Residuelle stærke kernekraft. Påvirker partikler med ??; hadroner – vekselvirkningskvant; meson.

  - Gravitation. Påvirker alt med en masse eller energi (dvs. alle subatomare partikler) – vekselvirkningskvant; graviton (som endnu ikke er eksperimentelt påvist).

## Partikelegenskaber (1...3 fundamentalkrafter)
I fysikken forsøger man bl.a. at finde ud af om nogle af de kendte 4 fundamentalkrafter kan forenes, med det formål at finde en bedre samlet teori. Det er lykkedes for elektromagnetismen og den svage kernekraft, at få dem samlet i den fælles elektrosvage vekselvirkning.
De 2 resterende teorier teorien om alting og den store samlende teori er ikke realiseret endnu.
- Egenskaber
  - (Formodet teori: Teorien om alting)
    - (Formodet teori: Den store samlende teori, GUT)
      - Elektrosvag kraft. (Accepteret teori: GSW)
        - Elektromagnetisme
        - Svage kernekraft

      - Stærke kernekraft
        - Fundamentale stærke kernekraft
        - Residuelle stærke kernekraft

    - Gravitation

## Partikelklassifikation
Stofs subatomare partikler består af elementarpartikler og de subatomare partikler kan klassificeres i:
- Subatomar partikel
  - Fermioner, (stofpartikler der har spin 1/2, 3/2, 5/2,...).
    - Baryoner (kan vekselvirke med den stærke kernekraft) f.eks. hadroner dvs. protoner og neutroner.
      - Kvarker: u-kvark, d-kvark, c-kvark, s-kvark, t-kvark, b-kvark og deres antipartikler.

    - leptoner (kan ikke vekselvirke med den stærke kernekraft): elektroner, myoner, tauoner, elektronneutrinoer, myonneutrinoer, tauonneutrinoer og deres antipartikler.

  - Bosoner, kraftpartikler (Kraftformidlere) (Har spin 0, 1, 2,...).
    - (gravitoner, fotoner, W-bosoner, Z-bosoner, gluoner, mesoner)

## Tabel over nogle mesoner (består af 2 kvarker)
| Partikel     | Partikel | Kvarker | Masse·c² | Halveringstid           | el.lad./\|e\| | strangeness | Antipartikel |
| ------------ | -------- | ------- | -------- | ----------------------- | ------------- | ----------- | ------------ |
| Positiv pion | π+       | ud      | 139 MeV  | 2,6*10-8s               | + 1           | 0           | Negativ pion |
| Negativ pion | π-       | ud      | 139 MeV  | 2,6*10-8s               | - 1           | 0           | Positiv pion |
| Neutral pion | π0       | u+dd    | 135 MeV  | 8,3*10-17s              | 0             | 0           |              |
| Positiv kaon | K+       | us      | 494 MeV  | 1,2*10-8s               | + 1           | + 1         | Negativ kaon |
| Negativ kaon | K-       | us      | 494 MeV  | 1,2*10-8s               | - 1           | - 1         | Positiv kaon |
| Neutral kaon | K0       | ds      | 498 MeV  | 5,2*10-8s og 8,9*10-11s | 0             | + 1         | Anti-kaon    |
| Anti-kaon    | K0       | ds      | 498 MeV  | 5,2*10-8s og 8,9*10-11s | 0             | - 1         | Neutral kaon |
| Jot-Psi      | J/Ψ      | c       | 3097 MeV | 0,8*10-20s              | 0             | 0           |              |
| Y(3940)      | Y(3940)  | c       | 3940 MeV |                         |               |             |              |
| Ypsilon      | Y        | b       | 9460 MeV | 1,3*10-20s              | 0             | 0           |              |

I tabellen er symbolet for anti-kaonen vist med understregning. I litteratur anvender man overstregning, men det har HTML endnu ikke mulighed for.
Den neutrale kaon og anti-kaon findes i to forskellige versioner med forskellig halveringstid.
De neutrale pioner, jot-psi og ypsilon er deres egne antipartikler.
I disse www-sider fortælles, at laboratorier har opdaget nye partikler, som består af 2 kvarker:
- 18 June 2004, PhysicsWeb: New particle baffles physicists Arkiveret 6. august 2004 hos  Wayback Machine
- 18 May 2005, PhysicsWeb: Particle physicists discover new meson Arkiveret 21. maj 2005 hos  Wayback Machine Citat: "...the first "hybrid meson"..."

## Tabel over nogle baryoner (består af 3 kvarker)
| Partikel      | Partikel | Kvarker | Masse·c²  | Halveringstid          | Spin/(h/2π) | el.lad./\|e\| | strangeness | charme |
| ------------- | -------- | ------- | --------- | ---------------------- | ----------- | ------------- | ----------- | ------ |
| Proton        | p        | uud     | 938,3 MeV | stabil eller > 1032 år | 1/2         | + 1           | 0           | 0      |
| Neutron       | n        | udd     | 939,6 MeV | 932 s                  | 1/2         | 0             | 0           | 0      |
| Lambda        | Λ        | uds     | 1116 MeV  | 2,6 * 10- 10s          | 1/2         | 0             | - 1         | 0      |
| Sigma-plus    | Σ+       | uus     | 1189 MeV  | 0,8 * 10- 10s          | 1/2         | + 1           | - 1         | 0      |
| Sigma-nul     | Σ0       | uds     | 1192 MeV  | 5,8 * 10- 20s          | 1/2         | 0             | - 1         | 0      |
| Sigma-minus   | Σ-       | dds     | 1197 MeV  | 1,5 * 10- 10s          | 1/2         | - 1           | - 1         | 0      |
| Xi-nul        | Ξ0       | uss     | 1315 MeV  | 2,9 * 10- 10s          | 1/2         | 0             | - 2         | 0      |
| Xi-minus      | Ξ-       | dss     | 1321 MeV  | 1,6 * 10- 10s          | 1/2         | - 1           | - 2         | 0      |
| Omega-minus   | Ω-       | sss     | 1671 MeV  | 0,9 * 10- 10s          | 3/2         | - 1           | - 3         | 0      |
| Lambda-C-plus | ΛC+      | udc     | 2282 MeV  | 2,3 * 10- 13s          | 1/2         | + 1           | 0           | + 1    |

## Partikler som formodentlig består af 4 kvarker
I disse www-sider fortælles, at laboratorier har opdaget partikler, som formodentlig består af 4 kvarker:
- 18 November, 2003, BBCNews: Scientists find mystery particle Citat: "...To explain it, theoretical physicists may have to modify their theory of the colour force; or make X(3872) the first example of a new type of meson, one that is made from four quarks (two quarks and two antiquarks)...".
  - 14 November 2003, Physics Web: New particle turns up in Japan Arkiveret 19. november 2003 hos  Wayback Machine Citat: "...X(3872)..."
  - 8 Sep 2003, High Energy Physics: Observation of a narrow charmonium-like state in exclusive B+ → K+ pi+pi- J/psi decays
- June 26, 2003, Physics News Update: The Meson Ds(2317) Arkiveret 4. december 2003 hos  Wayback Machine

| Partikel                | Partikel | Kvarker | Masse·c² | Halveringstid | Spin/(h/2π) | el.lad./\|e\| | strangeness | charme |
| ----------------------- | -------- | ------- | -------- | ------------- | ----------- | ------------- | ----------- | ------ |
| X(3872) "mystery meson" | ?        | ****    | 3872 MeV | ?             | ?           | ?             | ?           | ?      |
| Ds(2317)                | ?        | ****    | 2317 MeV | ?             | ?           | ?             | ?           | ?      |

## Partikler som formodentlig består af 5 kvarker; "eksotiske" bosoner
I disse www-sider fortælles, at der er blevet opdaget flere partikler, som består af 5 kvarker:
- Physics in Action: February 2005: Do pentaquarks really exist? Arkiveret 4. februar 2005 hos  Wayback Machine Citat: "...Results from a growing number of experiments at laboratories around the world are casting doubt on the recent discovery of particles containing five quarks..."
- CERN Courier: The challenge of the pentaquarks Arkiveret 17. juni 2004 hos  Wayback Machine
- 2004-01-26, Sciencedaily: The Pentaquark: The Strongest Confirmation To Date
- Number 644 #1, June 30, 2003, Physics News Update: A Five-Quark State Has Been Discovered Arkiveret 4. december 2003 hos  Wayback Machine.
  - Kenneth Hicks: Physicists Find Evidence for an Exotic Baryon Arkiveret 12. december 2003 hos  Wayback Machine
  - Physics today, September 2003: Four Experiments Give Evidence of an Exotic Baryon With Five Quarks Arkiveret 7. december 2003 hos  Wayback Machine
- December 2003, CERN Courier: New five-quark states found at CERN Arkiveret 8. januar 2004 hos  Wayback Machine
  - (hep-ex/0310014) Observation of an Exotic S = -2, Q = -2 Baryon Resonance in Proton-Proton Collisions at the CERN SPS
- 17 March 2004, Physics Web: Charmed pentaquark appears at DESY Arkiveret 2. april 2004 hos  Wayback Machine
  - hep-ex/0403017: Evidence for a Narrow Anti-Charmed Baryon State

| Partikel             | Partikel | Kvarker | Masse·c² | Halveringstid | Spin/(h/2π) | el.lad./\|e\| | strangeness | charme |
| -------------------- | -------- | ------- | -------- | ------------- | ----------- | ------------- | ----------- | ------ |
| Theta-plus           | Θ+       | uudds   | 1540 MeV | ?             | ?           | +1            | +1          | ?      |
| Xi-minus-minus       | Ξ- -     | ddssu   | ? MeV    | ?             | ?           | -2            | -2          | ?      |
| Xi-zero              | Ξ0       | dussd   | 1862 MeV | ?             | ?           | 0             | -2          | ?      |
| "Charmed pentaquark" | ?        | uuddc   | 3099 MeV | ?             | ?           | ?             | ?           | -1     |